# Un flambeau, Jeannette, Isabelle

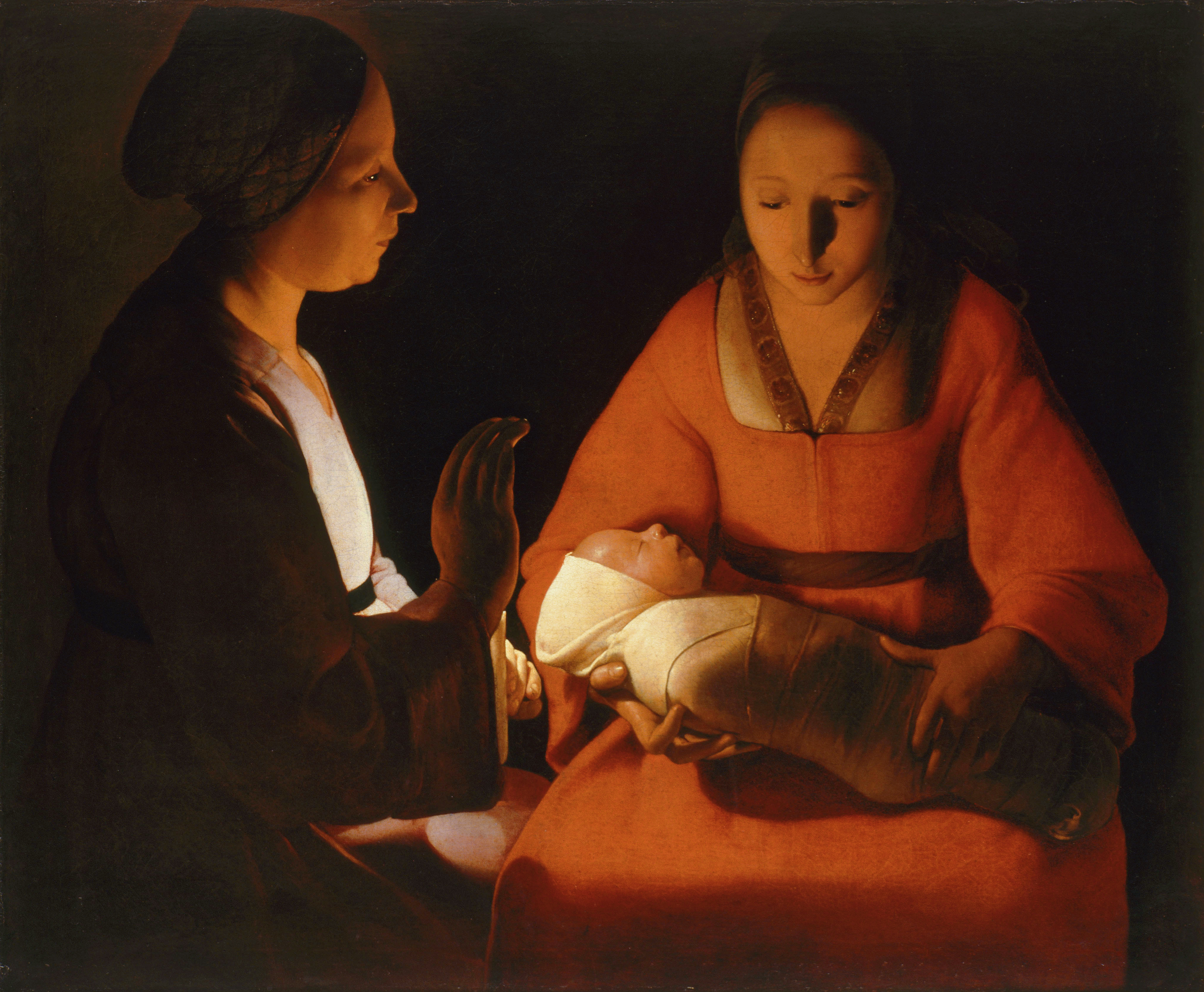
Georges de La Tour: Le Nouveau-Né (Das Neugeborene)

Un flambeau, Jeannette, Isabelle (Eine Fackel, Jeannette, Isabella) ist ein provencalisches Weihnachtslied aus dem 16. Jahrhundert. Das Lied wurde zum ersten Mal im Jahr 1553 in Frankreich veröffentlicht. Das Lied war ursprünglich kein Weihnachtslied, sondern ein Tanzlied für den Adel.
Das Lied erzählt die Geschichte von zwei Bäuerinnen, Jeanette und Isabella, die ihre Kühe in einem Stall in Bethlehem melken wollen und das Jesuskind schlafend im Heu finden. Die beiden Frauen laufen nach Bethlehem, um den Menschen das Kommen Christi zu verkünden und die Einwohner kommen mit Fackeln gelaufen, um es selbst anzusehen.
Das Lied wurde bereits im 18. Jahrhundert ins Englische übersetzt (Bring a torch, Jeanette, Isabelle!). Es gibt zahlreiche Bearbeitungen und Einspielungen des Liedes.

## Text
Französisch

Un flambeau, Jeanette, Isabelle,

Un flambeau! Courons au berceau!

C’est Jésus, bonnes gens du hameau.

Le Christ est né; Marie appelle!

Ah! Ah! Ah! Que la Mère est belle,

Ah! Ah! Ah! Que l’Enfant est beau!

Qui vient la, frappant de la porte?

Qui vient la, en frappant comme ça?

Ouvrez-donc, j’ai pose sur un plat

Des bons gateaux, qu’ici j’apporte

Toc! Toc! Toc! Ouvrons-nous la porte!

Toc! Toc! Toc! Faisons grand gala!

C’est un tort, quand l’Enfant sommeille,

C’est un tort de crier si fort.

Taisez-vous, l’un et l’autre, d’abord!

Au moindre bruit, Jésus s’éveille.

Chut! chut! chut! Il dort à merveille,

Chut! chut! chut! Voyez comme il dort!

Doucement, dans l’étable close,

Doucement, venez un moment!

Approchez! Que Jésus est charmant!

Comme il est blanc! Comme il est rose!

Do! Do! Do! Que l’Enfant repose!

Do! Do! Do! Qu’il rit en dormant!
Englisch

Bring a torch, Jeanette, Isabelle!

Bring a torch, to the stable run

Christ is born. Tell the folk of the village

Jesus is born and Mary’s calling.

Ah! Ah! beautiful is the Mother!

Ah! Ah! beautiful is her child

Who is that, knocking on the door?

Who is it, knocking like that?

Open up, we’ve arranged on a platter

Lovely cakes that we have brought here

Knock! Knock! Knock! Open the door for us!

Knock! Knock! Knock! Let’s celebrate!

It is wrong when the child is sleeping,

It is wrong to talk so loud.

Silence, now as you gather around,

Lest your noise should waken Jesus.

Hush! Hush! see how he slumbers;

Hush! Hush! see how fast he sleeps!

Softly now unto the stable,

Softly for a moment come!

Look and see how charming is Jesus,

Look at him there, His cheeks are rosy!

Hush! Hush! see how the Child is sleeping;

Hush! Hush! see how he smiles in dreams!
Übersetzung

Bring eine Fackel, Jeanette, Isabella,

Eine Fackel! Lasst uns zur Wiege laufen!

Es ist Jesus, gute Leute des Dorfes.

Christus wurde geboren, und Maria ruft!

Ah! Ah! Ah! Wie schön ist die Mutter,

Ah! Ah! Ah! Wie schön ist das Kind!

Wer kommt, klopft an die Tür?

Wer kommt, so überraschend?

Öffnet, ich lege in eine Schale

Einige gute Kuchen, dich ich gebracht habe.

Toc! Toc! Toc! Öffnen wir die Tür!

Toc! Toc! Toc! Feiern wir ein großes Fest!

Es ist falsch, wenn das Kind schläft,

Es ist falsch, so laut zu rufen.

Schweigt, alle zusammen, zunächst!

Das geringste Geräusch weckt Jesus.

Shhh! shhh! shhh! Er schläft sehr gut.

Shhh! shhh! shhh! Seht, wie er schläft!

Schließt vorsichtig den Stall,

Kommt für einen Moment vorsichtig herein!

Tretet näher! Wie schön Jesus ist!

Wie weiß er ist! Wie rosig!

Do! Do! Do! Wie das Kind ruht!

Do! Do! Do! Wie es im Schlafe lacht!

## Melodie
Quelle

### Videos
- Klangbeispiel a (Petits Chanteurs du Mont-Royal); Klangbeispiel b (John Rutter); Klangbeispiel c (Renée Fleming, Mormon Tabernacle Choir, Arr. Mack Wilberg); Klangbeispiel d (Loreena McKennitt)